# 高森健太
高森健太（たかもり けんた、1975年9月7日 - ）は、日本のボーカリスト、ソングライター。ZAIN ARTISTS所属。

## 略歴
東京都出身。血液型はAB型。バンドであるTRAGIC COMICでボーカルを担当しており、TRAGIC COMICの殆どの作詞・作曲を担当。バンドの中心的存在。TRAGIC COMICに参加する以前には、他のバンドでギターを担当していた。

## 楽曲提供
- 愛内里菜 「Creamy day」
- organs cafe 「カカリア」
- 上木彩矢 「Changing The World」
- 北原愛子 「雪」
- Kyohei Kaneko 「Escape!」「Sick Of You 」
- 滴草由実 「ユメノツヅキ feat. CRAFT」「出逢えたなら」
- 竹井詩織里 「蜜月」「Reflection」
- FIELD OF VIEW 「蜃気楼」
- moca「万華鏡」

## 作品
- TRAGIC COMIC  1st Album 「Million」- 2005年7月 リリース